# Epiktet
Epiktet z Hierapolis (ur. ok. 50 roku w Hierapolis – zm. w 135 roku) – grecko-rzymski filozof, jeden z reprezentantów (kontynuator) stoicyzmu. Uczeń stoika Muzoniusza Rufusa. Twórca szkoły w Nikopolis w Epirze (współczesna Grecja). Był wyzwoleńcem.

## Życiorys
Urodził się jako niewolnik. Jego właścicielem od około 68 roku był wyzwoleniec Epafrodyt, współpracownik cesarza Nerona. Ze względu na pracę u Epafrodyta Epiktet miał możliwość obserwacji życia na dworze cesarza Nerona. Jako niewolnik młody Epiktet uczęszczał na wykłady Muzoniusza Rufusa w Rzymie, za zgodą Epafrodyta. Prawdopodobnie wykładał w szkole Muzoniusza. W pewnym momencie został wyzwolony przez Epafrodyta. W 95 roku cesarz Domicjan wygnał z Rzymu i z Italii wszystkich filozofów. Epiktet opuścił Rzym i udał się do Grecji, był już wtedy na tyle popularny, że założył własną szkołę filozoficzną w mieście Nikopolis. W tym mieście przebywał do śmierci w 135 roku. 
Podobnie jak Sokrates Epiktet nauczał tylko ustnie. Jego nauki spisał jeden z jego uczniów – Flawiusz Arrian. Dzieło zostało opublikowane po polsku pod tytułem Diatryby. Arrian sporządził też krótki ekstrakt z poglądów Epikteta, który zatytułował Encheiridion (Enchejridion).

## Poglądy
Epiktet należał do tzw. późnej fazy rozwoju stoicyzmu, podobnie jak Muzoniusz Rufus, Seneka, Marek Aureliusz. Cechą tej fazy rozwoju stoicyzmu była ograniczona refleksja teoretyczna, nacisk na filozofię praktyczną. Największy wpływ na poglądy Epikteta wywarli: Sokrates i Diogenes z Synopy. Filozofia według Epikteta oznacza przede wszystkim refleksję mającą na celu dobre, szczęśliwe życie. 
Podstawowym pojęciem etyki Epikteta jest wolność, która ma dla niego charakter psychologiczny i jest związany z postawą wobec świata. Wolność polega na zrozumieniu, że pewne rzeczy są zależne od naszej woli, a inne niezależne. Zależne od nas są nasze wyobrażenia o świecie, pragnienia, odczucia odrazy, niezależne: majątek, sława, zdrowie. Jeśli ktoś uznaje rzeczy niezależne od naszej woli za zależne, staje się od nich uzależniony, wtedy traci wolność i staje się nieszczęśliwy. Z drugiej strony, jeśli jednostka koncentruje się na rzeczach zależnych od jej woli - osiąga wolność i szczęście.
Zdaniem Epikteta wszystkie ludzkie stany mentalne są uzależnione od sądów na temat rzeczywistości. Jeśli osoba czegoś pragnie, w istocie wydaje sąd, że dana rzecz jest dobra, jeśli coś budzi strach, to jednostka uznała, że jest to złe. W tym modelu umysłu wszystkie emocje są uwarunkowane przez przekonania na temat dobra i zła. Tym, co zdaniem Epikteta, naprawdę niepokoi ludzi nie są rzeczy, a raczej ich wyobrażenia o rzeczach. To wyobrażenia (sądy) sprawiają, że ludzie są nieszczęśliwi. 
Epiktet wyróżnia dwa kluczowe dla jego filozofii pojęcia: pojęcie prohairezy i pojęcie dihairezy. Prohaireza jest tym, co odróżnia istoty ludzkie od innych stworzeń. Jest to zdolność pozwalająca nam odczuwać pragnienie lub niechęć, pociąg lub awersję, zgodę lub niezgodę, w zależności od naszego sądu. Epiktet utożsamia człowieka z jego prohairezą. Dihaireza jest sądem, który wydaje nasza prohaireza i właśnie to nam pozwala odróżnić to, co jest w naszej wyłącznej mocy od tego, co nie jest w naszej wyłącznej mocy. Epiktet wyciąga z tego wniosek, że dobro i zło istnieją tylko w naszej prohairezie, a nigdy w zewnętrznych, aprohairetycznych rzeczach.
Uczeń filozofii, który całkowicie przyswoił sobie te pojęcia i zastosował je w życiu codziennym, był przystosowany do rozpoczęcia życia filozoficznego, którego celem była eudaimonia (szczęście, pełnia). Miał żyć cnotliwie, zgodnie z rozsądkiem i z naturą rzeczy.